# Philipp von Zaleski

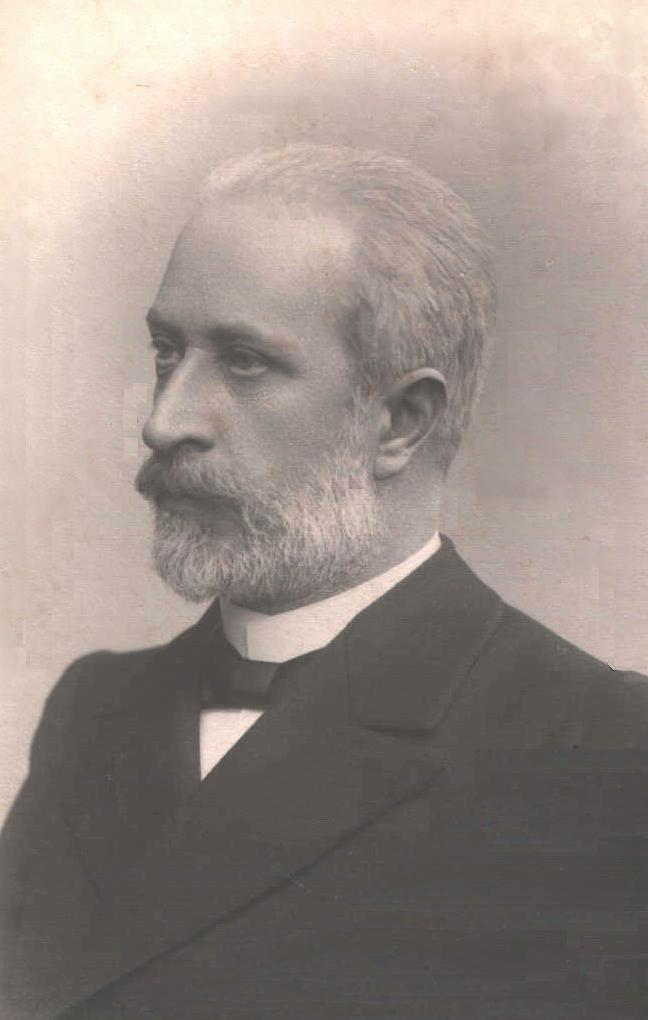
Philipp Ritter von Zaleski

Filip Krzysztof Artur Ritter von Zaleski (* 25. September 1836 in Lemberg; † 21. September 1911 in Truskavets) war Jurist und ein adeliger polnisch-österreichischer Politiker.
Er war k.k. Statthalter im Königreich Galizien und Lodomerien und Minister.
Filip Zaleski war der Sohn von Gouverneur Wacław Michał Zaleski und Teresa von Bołoz Antoniewicz. Er stammte aus einer alten Adelsfamilie (Zaleski von Otok des Wappens Dolega), die große Güter in Ostgalizien besaß. Er studierte Rechtswissenschaften in Lemberg und Wien. Nach dem Studium trat er eine Beamtenlaufbahn an und wurde 1883 Statthalter von Galizien. Von 1881 bis 1907 saß er im Galizischen Landtag, von 1889 bis 1897 im Abgeordnetenhaus, wo er Mitglied und zeitweilig Obmann des Polenklubs war.
In den Jahren 1888–1893 war er Minister ohne Geschäftsbereich in der österreichischen Regierung. 1897 wurde er Mitglied des Herrenhauses auf Lebenszeit.
Von 1877 bis 1884 war Zaleski Mitglied des Rates des Museums der städtischen Industrie in Lemberg und in den Jahren 1880 bis 1883 Präsident der Galizischen Musikgesellschaft in Lemberg.
Mit seiner Frau Aleksandra, geborene Grafin Suchodolska, hatte er die Kinder Maria, Teresa, Izydora, Wacław Michał und Antonina.